# Bledius foraminosus
Bledius foraminosus är en skalbaggsart som beskrevs av Thomas Casey 1889. Bledius foraminosus ingår i släktet Bledius och familjen kortvingar. Inga underarter finns listade i Catalogue of Life.